# قرار
برای معانی دیگر قرار به قرار (ابهام‌زدایی) رجوع کنید.
در اصطلاح حقوقی، قَرار (انگلیسی: Writ) یک حکم قضایی است که توسط قاضی یا دادگاه صادر می‌شود و معمولاً در مراحل مختلف دادرسی یا در پاسخ به درخواست‌های طرفین دعوا صادر می‌شود. قرارها انواع مختلفی دارند و هر یک از آن‌ها دارای آثار و پیامدهای حقوقی خاصی هستند. برخی از انواع مهم قرارها عبارتند از:
- قرار تأمین خواسته: این قرار برای حفظ حقوق خواهان و جلوگیری از تضییع حق او صادر می‌شود و می‌تواند شامل توقیف اموال، ممنوع‌الخروجی، یا سایر اقدامات مشابه باشد.
- قرار رد دعوا: این قرار به معنای رد درخواست خواهان به دلیل عدم احراز شرایط قانونی یا عدم اثبات ادعا است.
- قرار عدم استماع دعوا: این قرار به معنای مختومه شدن پرونده به دلیل عدم پیگیری خواهان یا عدم رعایت تشریفات قانونی است.
- قرار اناطه: این قرار به معنای توقف رسیدگی به یک دعوا تا زمان صدور حکم در یک دعوای دیگر است که مرتبط با دعوای اصلی است.
- قرار جلب به دادرسی: این قرار به معنای احضار خوانده به دادگاه برای پاسخگویی به ادعاهای خواهان است.

قرارها معمولاً به صورت کتبی و با ذکر دلایل صادر می‌شوند و قابل اعتراض و تجدیدنظرخواهی هستند. در برخی موارد، قرارها می‌توانند به صورت شفاهی نیز صادر شوند، اما در این صورت باید در صورتجلسه دادگاه ثبت شوند.